# 엘라디오 실베스트레
엘라디오 실베스트레 그라엘스(스페인어: Eladio Silvestre Graells, 1940년 11월 18일, 카탈루냐 주 사바델 ~)는 스페인의 전 축구 선수로, 현역 시절 수비수로 활약했다.

## 수상
바르셀로나
- 인터시티스 페어스컵: 1965–66
- 코파 델 헤네랄리시모: 1962–63, 1967–68, 1970–71